# Saint-Just-Luzac
Saint-Just-Luzac è un comune francese di 1 889 abitanti situato nel dipartimento della Charente Marittima nella regione della Nuova Aquitania.
Si trova sulla riva destra dell'estuario del fiume Seudre.

## Società

### Evoluzione demografica
Abitanti censiti